# 122 Герда
122 Герда (122 Gerda) — астероїд зовнішнього головного поясу, відкритий 31 липня 1872 року.
Тіссеранів параметр щодо Юпітера — 3,188.